# Ughelli (Nigeria)
Ughelli ist eine Stadt im nigerianischen Bundesstaat Delta und eines der 22 Königreiche der Urhobo-Nation. Sie ist auch Sitz des Verwaltungsbezirks Ughelli North im Bundesstaat Delta. Die Stadt ist in erster Linie dem Volksstamm der Urhobo zuzuordnen, es gibt aber auch eine Mischung verschiedener anderer Stämme aus dem In- und Ausland. Sie ist ein Industrie- und Landwirtschaftsstandort im Bundesstaat Delta.
Koordinaten: 5° 30′ N, 6° 0′ O
Ughelli liegt zentral im Bundesstaat Delta und ist eine wichtige Stadt des Urhobo-Stammes, eines der ältesten Königreiche des Bundesstaates Delta, dessen Geschichte bis ins 14. und 15. Jahrhundert zurückreicht. Die Stadt Ughelli wird von einem erblichen Herrscher namens Ovie regiert. Er wurde 1980 gekrönt und regiert seither die Königreiche von Ughelli und Urboland. König Oharisi III. residiert im Ovie-Palast in Otovwodo-Ughelli.

## Geschichte
Der mündlichen Überlieferung der Ughelli zufolge ist der große Vorfahre und Gründervater von Ughelli („Ughene“) der zweite Sohn von Oghwoghwa (einem Prinzen aus Idu Iodogodo). Der Geschichte zufolge gründete Oghwoghwa auf der Suche nach einem eigenen Königreich zunächst Tarakiri und zog später nach Oviri Ogor (dem heutigen Standort des Ogor Techinal College). Ughene verließ Oviri Ogor später und gründete Ovwodoawanre (Alte Siedlung), bevor sich der heutige Sitz der Siedlung in Otovwodo (traditioneller Sitz) entwickelte.

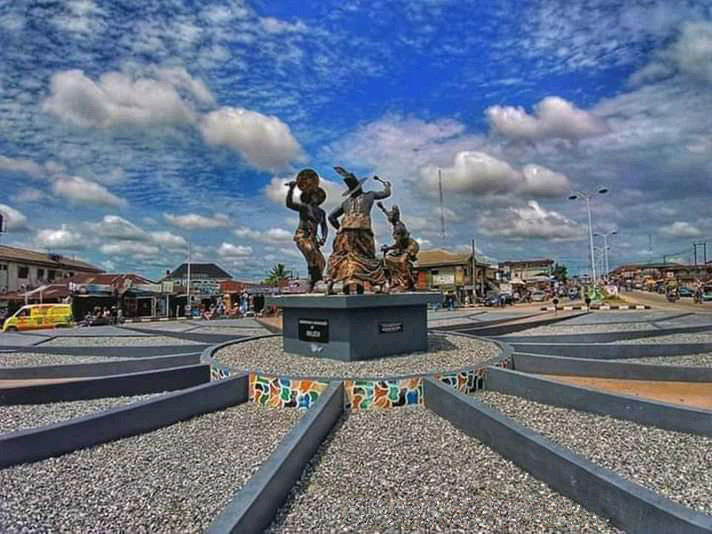
Otovwodo, Ughelli Kingdom

Ughelli verfügt über mehrere Schulen, ein Krankenhaus und ein lokales Verwaltungssekretariat. Die Stadt ist eine Verbindung zwischen dem Norddelta und dem Süddelta. Die Stadt verfügt über Erdöl- und Erdgasreserven, weshalb die Shell Petroleum Development Company (SPDC) dort ansässig ist.
Die Stadt Ughelli ist der Verwaltungssitz des lokalen Verwaltungsbereichs Ughelli North im Bundesstaat Delta.

## Organisation
Ughelli ist als lokales Verwaltungsgebiet (Local Government Area, LGA) organisiert, mit einem gewählten Vorsitzenden und Ratsmitgliedern, die verschiedene Bezirke vertreten. Die lokale Verwaltung ist in Abteilungen gegliedert, die für Funktionen wie Finanzen, Gesundheit, Bildung, Landwirtschaft und öffentliche Bauvorhaben zuständig sind und jeweils von Abteilungsleitern geleitet werden. Neben der Regierungsführung spielen traditionelle Institutionen, darunter Herrscher und Häuptlinge, eine Rolle in der Regierungsführung. Es können auch Ausschüsse eingerichtet werden, die sich mit spezifischen lokalen Problemen befassen. Die Regierungsführung in Ughelli unterliegt der nigerianischen Verfassung und den lokalen Gesetzen und folgt dem mehrstufigen System der föderalen, staatlichen und lokalen Verwaltungsstruktur des Landes.

## Geographische Lage
Es ist eine Stadt im Süden Nigerias und das älteste Königreich der 22 Königreiche des Urhobo-Volkes. Ughelli liegt in unmittelbarer Nähe der Überschwemmungsgebiete des West-Nigerdeltas und ist von benachbarten Gemeinden und Dörfern umgeben. Dazu gehören Agbara-Otor, Agbarho, Ufuoma, Otokutu und Ogor.

## Liste der Herrscher des Königreichs Ughelli
| Herrscher     | Start | Ende    |
| ------------- | ----- | ------- |
| Ughene        | 1440  | 1460    |
| Inere         | 1461  | 1524    |
| Evweresoso    | 1525  | 1567    |
| Agwaide       | 1568  | 1594    |
| Arhavwode     | 1595  | 1647    |
| Adague        | 1648  | 1706    |
| Useh          | 1707  | 1757    |
| Akporoba      | 1758  | 1806    |
| Esejuvevwo    | 1807  | 1855    |
| Oghoghovwe    | 1856  | 1884    |
| Idjesa        | 1885  | 1916    |
| Oharisi I     | 1917  | 1943    |
| Oharisi II    | 1944  | 1980    |
| Oghoghovwe II | 1981  | 1991    |
| Oharisi III   | 1992  | Present |

## Sport
Ughelli entwickelt sich nach der Gründung des Ughelli Rovers Football Club, der in der Nigeria Nationwide League, der 3. Liga des nigerianischen Fußballs, antritt und seine Heimspiele im Ughelli Township Stadium austrägt, allmählich zu einer Heimat des Sports.

## Persönlichkeiten
- Efe Abogidi[13]
- Efe Ajagba
- Gamaliel Onosode
- Ben Okri
- Destalker
- Akpor Pius Ewherido